# Politique étrangère du Sri Lanka
La politique étrangère du Sri Lanka désigne l’ensemble des relations internationales du république socialiste démocratique du Sri Lanka depuis sa proclamation en mais 1972, vingt-deux ans après son indépendance du Royaume-Uni proclamée en février 1948. Lors de l'indépendance, les dirigeants refusèrent de rejoindre l'Union Indienne, rappelant la spécificité du pays, dont la majorité de la population bouddhiste, mais le Sri Lanka est resté proche de l'Inde et de son ancienne puissance coloniale en étant membre du Commonwealth.
Le ministre d'État aux Affaires étrangères du Sri Lanka est Vasantha Senanayake. L'économie du pays, largement dépendante du tourisme, rend indispensable son ouverture sur l'extérieur.

## Chronologie des relations

### Premières années après l'indépendance
Le 4 février 1948, un gouvernement dirigé par le Premier ministre Don Stephen Senanayake, déclara l'indépendance Les dirigeants refusent de rejoindre l'Union Indienne, rappelant la spécificité du pays, dont sa majorité bouddhiste. Après la mort de Senanayake, une coalition nationaliste singhalaise menée par Bandaranaike gagna les élections. Le gouvernement de S. W. R. D. Bandaranaike, au pouvoir en 1956, instaura le singhalais comme seule langue officielle, première loi emblématique discriminante à l'égard de la minorité tamoule.
En 1972, le bouddhisme est décrété religion d'État et l'admission des Tamouls à l'université devient sélective.

### La guerre civile
Les Tamouls prennent alors les armes sous forme de plusieurs groupes de guérilla. En 1977, une modification de la loi sur la langue officielle reconnaît à nouveau — mais un peu tard — le tamoul comme langue officielle.
Une guerre civile prend de l'ampleur en 1983, opposant le gouvernement central à l'organisation des Tigres de libération de l'Îlam tamoul (en anglais LTTE – Liberation Tigers of Tamil Eelam), conduite par Velupillai Prabhakaran, et devenue unique représentante de la résistance armée.
En 2009, le gouvernement de Mahinda Rajapakse lance une offensive décisive avec l'appui logistique de la Chine et du Pakistan, faisant près de 40 000 morts. Les LTTE cessent le combat le 17 mai 2009 après l'annonce de la mort de M. V. Prabhakaran, à la suite de quoi Mahinda Rajapakse déclarera solennellement le 19 mai 2009 devant le Parlement la victoire écrasante de la République démocratique et socialiste du Sri Lanka.

### Depuis la fin de la guerre civile
En 2011 la RDS du Sri Lanka continue de percevoir des fonds importants de l'ensemble de la Communauté internationale sous forme d'aide au développement et à la reconstruction.
En absence d'observateurs, ou de journalistes étrangers, le gouvernement reste libre de comptes à rendre sur ses intentions de dialogue, mais il est à signaler que son budget d'armement n'a pas baissé depuis 2009.
Des ONG dénoncent le fait que le gouvernement a abandonné les populations tamoules et a donné les pleins pouvoirs et assuré l'impunité à l'armée dans les régions tamoules depuis la fin de la guerre contre les terroristes du LTTE.

## Relations avec les pays d'Asie-Pacifique
En 1997, le Sri Lanka est devenu membre de l'Initiative de la baie du Bengale pour la coopération technique et économique multisectorielle (BIMSTEC) qui inclut également le Bhoutan, l'Inde, le Népal, la Thaïlande et le Myanmar.

### Relations avec l'Inde

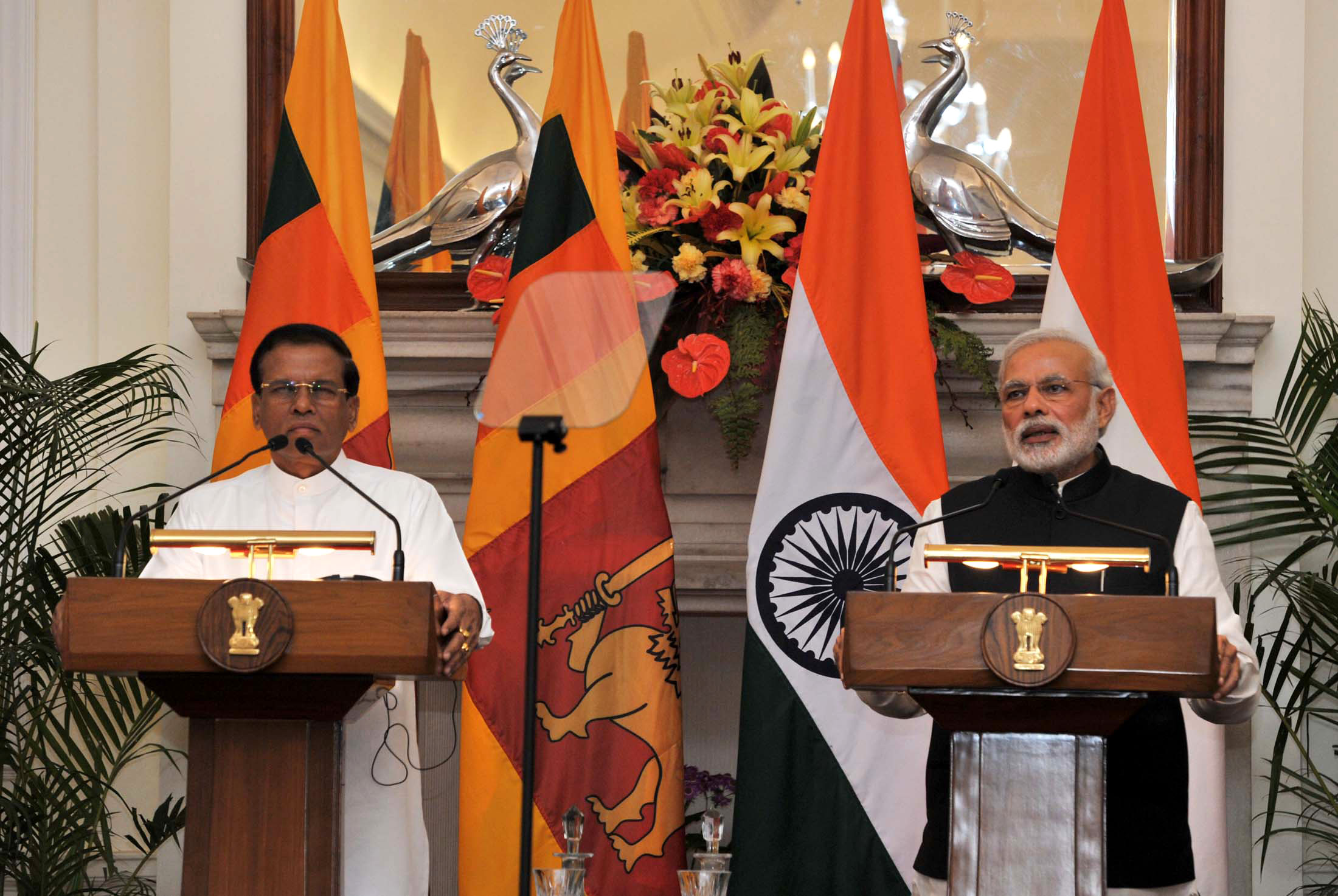
Le président du Sri Lanka Maithripala Sirisena en compagnie du Premier ministre indien Narendra Modi en février 2015

L'Inde et le Sri Lanka partagent une frontière maritime délimitée en 1976 au niveau du Détroit de Palk.
Les deux pays sont également proches sur le plan économique, l'Inde étant le plus grand partenaire commercial du Sri Lanka et partenaire au sein d'une zone de libre-échange, complétée en 2016 par Accord de coopération économique et technologique (ETCA).
L'Inde et le Sri Lanka sont tous deux membres du Commonwealth.

### Relations avec la Chine
La Chine est de longue date un investisseur majeur au Sri Lanka, une tendance qui s'est accéléré sous la présidence de Mahinda Rajapakse entre 2005 et 2015, créant une forte dépendance de Colombo lourdement endetté à l'égard de Pékin. En 2021, Selon le gouvernement sri-lankais, le Sri Lanka doit environ 10% de sa dette extérieure de 35 milliards de dollars à la Chine, soit plus de 3 milliards de dollars.
Le port de Hambantota, construit entre 2008 et 2010 avec des financements chinois, est passé sous le contrôle de China Merchants Port Holdings fin 2017 dans le cadre d’un bail de quatre-vingt-dix-neuf ans, après que le Sri Lanka eut échoué à honorer la dette contractée pour sa construction, en échange de l'effacement d'un milliard de dollars d'emprunt chinois.
En janvier 2022, le Ministre chinois des Affaires étrangères, Wang Yi, se rend au Sri Lanka pour une visite de 2 jours pour échanger avec le président Gotabaya Rajapaksa et d'autres responsables et pour célébrer les 65 ans de relations diplomatiques entre les deux pays.

### Relations avec le Japon
En 2007, 2,4 % des exportations du Sri Lanka étaient destinées au Japon, essentiellement constituées de thé, du caoutchouc, du poisson et des pierres précieuses.

### Relations avec les Maldives
Le Sri Lanka a une frontière maritime avec les Maldives située sur un seul point dans l'Océan Indien.
Les Maldives ont une ambassade au Sri Lanka depuis leur sortie du Commonwealth en 2014. Le premier ambassadeur des Maldives au Sri Lanka est alors une femme, l'ambassadrice Zahiya Zareer. Elle est démise en 2017 pour un différend diplomatique à propos d'un complot,.

## Relations avec les pays européens et occidentaux

### Relations avec les États-Unis
L'ambassadrice américaine au Sri Lanka est Alaina Teplitz.
En octobre 2020, le secrétaire d'État américain Mike Pompeo se rend à Colombo et rencontre le président sri-lankais Gotabaya Rajapaksa avec qui il déclare lors d'une conférence de presse que le Sri Lanka est un puissant partenaire stratégique pour les États-Unis sur la scène mondiale.

### Relations avec l'Union européenne
Les relations entre le Sri Lanka et l’Union européenne remontent à 1975 avec la conclusion d'un accord de coopération commerciale. La délégation de l’Union à Colombo est ouverte en 1995, suivi la même année par l'entrée en vigueur d'un accord de partenariat et de développement.

### Relations avec le Royaume-Uni
Le Sri Lanka a été une colonie britannique entre 1796 à 1948. Au XIXe siècle, à l'instar de l'Inde, l'administration anglaise introduit au Sri Lanka la culture du thé, ainsi qu'un réseau ferroviaire.
En 2018, près de 250 000 Britanniques ont visité le Sri Lanka, soit la troisième nationalité la plus représentée parmi les visiteurs étrangers.

### Relations avec la Norvège
Pendant la guerre civile du Sri Lanka, la Norvège a joué un rôle de médiateur officiel entre 2000 et 2009, sans parvenir à une réconciliation entre les parties en conflit. En avril 2009, le gouvernement du Sri Lanka fait part à la Norvège de son exclusion du processus de paix, ce à quoi le pays scandinave répond que sa mission avait de facto déjà pris fin à la suite de la reprise des hostilités en 2006.

### Relations avec le Vatican
Le pape Jean-Paul II se rend au Sri Lanka en 1995.
En janvier 2015, le pape François se rend au Sri Lanka pour une visite de deux jours axée sur la réconciliation et le respect des droits de l'homme, où il est acclamé par des centaines de milliers de personnes le long de la route entre l'aéroport et le centre-ville Colombo.
Il déclare devant des responsables bouddhistes, hindous, chrétiens et musulmans réunis au mémorial Bandaranaike que « les croyances religieuses ne doivent jamais être autorisées à être détournées en faveur de la violence et de la guerre ».
Le Sri Lanka compte environ 7 % de chrétiens, mais l'Église joue un rôle particulier de médiateur entre les communautés puisqu'il y a des catholiques tant chez les Cinghalais que chez les Tamouls.

## Relations avec le Moyen-Orient.

### Relations avec Israël
Sri Lanka et Israël ont noué des relations diplomatiques en 2000.
En avril 2019, le Premier ministre israélien Benjamin Netanyahou offre son aide au Sri Lanka après les attentats islamistes du Sri Lanka.
Le Sri Lanka participe aux forces internationales de la FINUL chargé de sécuriser la frontière entre le Liban et Israël, avant un contingent de 8000 soldats sri-lankais.

### Relations avec le Liban
Le Sri Lanka a une ambassade au Liban depuis 1997 où l'ambassadrice zctuelle est Wijerathno Mendis, mais le Liban n'a pas d'ambassade à Colombo.
En août 2017, le ministre d'État aux Affaires étrangères du Sri Lanka est Vasantha Senanayake se rend au Liban et rencontre son homologue libanais Gebran Bassil, ainsi que le président du Liban Michel Aoun. Leurs échanges portent sur le développement de relations bilatérales, via des vols directs entre les deux pays, l'ouverture d'une ambassade à Colombo, et davantage d'échanges commerciaux.
Le Sri Lanka participe aux forces internationales de la FINUL chargé de sécuriser la frontière entre le Liban et Israël, avant un contingent de 8000 soldats sri-lankais.
En septembre 2020, à la suite de l'explosion au port de Beyrouth provoquant la mort de plus de 200 habitants de la capitale libanaise, le Sri Lanka envoi de près de deux tonnes de thé de Ceylan pour les sinistrés.

### Relations avec l'Iran
Le Sri Lanka entretient des relations commerciales avec l'Iran, consistant essentiellement en des échanges de matières premières énergiques et alimentaires. Le Sri Lanka importe d'Iran du pétrole et du gaz, principaux produits d'exportations de la République islamique, tandis que les Iraniens, grands consommateurs de thé, en importaient près de la moitié du Sri Lanka en 2016.
En décembre 2021, le Sri Lanka, dans l'impossibilité de régler financièrement une importation pétrolière d'Iran à cause des sanctions américaines bloquant les transactions financières, paie sa dette avec une exportation de thé d'un montant de 251 millions de dollars.
Les exportations non pétrolières d'Iran vers le Sri Lanka sont minimes, inférieures à 100 millions de dollars par an.

## Relations avec le continent africain

### Relations avec le Nigéria
En juin 2014, le général sri-lankais Jayasuriya se rend au Nigeria, pour faire part à l'état-major de l'armée nigériane de son expérience anti-insurrection après la fin de la guerre civile. Le Nigeria est alors en proie à l'insurrection islamiste de Boko Haram, et déclare vouloir s'inspirer du Sri Lanka pour en venir à bout.